# Santa Caterina a Formiello
Santa Caterina a Formiello je crkva u Napulju, u južnoj Italiji, smještena na krajnjem istočnom kraju starog povijesnog središta grada, na Via Carbonara i Piazza Enrico de Nicola, u blizini vrata zvanih Porta Capuana . Izraz Formiello dolazi od oblika ili posuda za izljeve vode pronađenih u samostanu. Dijagonalno preko ulice i južno je Fontana del Formiello uza stražnji zid impozantnog Castel Capuano.

## Povijest
Izgradnja crkve započela je oko 1510. godine, projektirao ju je Firentinac Antonio della Cava, a dovršena je 1593. godine. Crkva je bila jedna od prvih kupola u Napulju, i bila je posvećena djevici i mučenici Svetoj Aleksandriji. Bio je spojen s drevnim samostanom koji je izvorno bio povezan s celestinskim redom i koji je nakon 1498. prešao u ruke očeva dominikanaca. U samostanu su boravili dominikanci do 19. stoljeća, kada je izvlašten, a naposljetku je postao korišten kao tvornica vune.
U unutrašnjosti crkve nalazi se jednobrodni latinski križ presvođen bačvastim svodom s pet kapela s obje strane. Rimski maniristički slikar Luigi Garzi naslikao je veliku sliku na kontrafasadi. Također je oslikao trokute iznad lukova kapela, kornere kupole i veliki svod lađe. Kupolu je oslikao Paolo de Matteis. Stropovi kapela imaju freske Guglielma Borremansa; korske dekoracije i slikanje djelo je Gaetana Brandija.:str. 119.–121.
Glavni oltar dala je izraditi obitelj Spinelli iz Cariati, kojoj pripadaju i grobnice koje ga okružuju. Pogrebne spomenike dovršili su Scilla i Giannotto, dva milanska kipara. Na zidu, pokraj oltara, nalazi se Bogorodica sa sv. Tomom Akvinskim Francesca Curije. Kapela s druge strane ima platno Svetog Dominika koji pobjeđuje albigenske heretike Giacoma del Poa: kipovi su Columba Napolitana.:str. 121.
U prvoj kapeli, sve slike posvećene svetoj Katarini Alessandrijskoj su Giacoma del Poa, Pohođenje je naslikao Garzi. U sljedećoj kapeli, kapeli svetog Jakova, sakupljeni su ostaci 240 Otrantskih mučenika, koje je Alfonso II Aragonski preselio u Napulj 1574. Platno Bogojavljenja naslikao je Silvestro Buono, a Obrezanje je dovršio Paolo de Matteis. Obraćenje sv. Pavla naslikao je Marco da Siena . Svetog Vincenza Ferrerija naslikao je Santolo Cirillo.

## Vanjske poveznice
|  | Zajednički poslužitelj ima još gradiva o temi Santa Caterina a Formiello |